# سیروس شفقی
سیروس شفقی (زاده ۱ تیر ۱۳۱۲ – درگذشته ۶ آبان ۱۴۰۱) استاد بازنشسته جغرافیای دانشگاه اصفهان و بنیان‌گذار گروه جغرافیای آن دانشگاه، اصفهانشناس، عضو و از مؤسسین انجمن جغرافیدانان ایران، رئیس انجمن دوستداران اصفهان و عضو هیئت علمی پژوهشگاه شاخص پژوه بود. اغلب استادان جغرافیای دانشگاه اصفهان از شاگردان او به‌شمار می‌روند.

## زندگی و تحصیلات
دکتر سیروس شفقی یکم تیر سال ۱۳۱۲ در ارومیه متولد شد. وی پس از تحصیلات مقدماتی، دوران دبیرستان را در تبریز گذراند و در سال ۱۳۳۷ از دانشگاه تبریز به اخذ لیسانس در رشته تاریخ و جغرافیا و علوم تربیتی با احتراز رتبه اول نائل آمد. در سال ۱۳۳۸ به منظور ادامه تحصیل و اخذ درجه دکتری عازم آلمان شد و تحصیلات عالی را در دانشگاه کلن با استفاده از بورس تحصیلی آن دانشگاه در رشته جغرافیا با تخصص جغرافیای شهری به پایان رساند.
آقای دکتر سیروس شفقی روز جمعه ششم آبان ۱۴۰۱ بعد از یک عمر تلاش مستمر و مثمر علمی درگذشت در حالی که کتاب و عینک مطالعه در کنارش جلب توجه می‌کرد.

## فعالیت
پس از اخذ درجه دکتری در سال ۱۳۴۴ برای تدریس دروس نقشه‌کشی و کوچ نشینی در دانشگاه کلن دعوت شد و به عنوان استادیار علمی و رسمی به مدت ۲۰ ماه مشغول به کار گردید. دکتر شفقی از آذرماه ۱۳۴۵ به دانشگاه اصفهان منتقل و به استخدام دانشگاه اصفهان درآمد و گروه جغرافیای دانشگاه اصفهان را بنیان نهاد. او در این باره می‌گوید:
"در آلمان که بودم، پس از اتمام تحصیل، در دانشگاه مشغول به کار شده بودم که از طرف دولت ایران نامه‌ای آمد ودر آن از تمام ایرانیان تحصیل‌کرده‌ای که در دانشگاه مشغول بودند دعوت به کار شده بود. یک هفته از دانشگاهی که کار می‌کردم مرخصی گرفتم و آمدم ایران. از بین شهرهایی که می‌شد بروم من اصفهان و شیراز را کاندید کردم؛ ۳ روز رفتم شیراز و ۳ روز هم آمدم اصفهان که اینجا را ترجیح دادم. برگشتم به کلن و استعفایم را نوشتم. اما استادم قبول نمی‌کرد و نامه نوشت که ایشان آسیستان من است و با من قرارداد بسته‌است … و بعد هم گفت به شاه شکایت می‌کنم. آنزمان سال ۴۵ بود… تا آذر ماه ماندم که البته باید مهر به ایران برمی‌گشتم. وقتی آمدم اصفهان، آذر ماه بود و سه ماه از سال تحصیلی گذشته بود. دیدم ۱۲۰ دانشجو برای رشته جغرافیای انسانی-اقتصادی و جغرافیای طبیعی ثبت نام شده ولی معلم نداشتیم. مجبور شدیم از دبیران مجرب شهر اصفهان کمک بگیریم و خودمان هم مثل یک معلم مدرسه‌ای ۲۵ ساعت در هفته درس بدهیم. تا به مرور فارغ‌التحصیل پیدا کردیم و به کادرمان اضافه شد …"
پس از طی مراحل استادیاری و دانشیاری وی در سال ۱۳۵۶ به مقام استادی نائل آمد. علاوه بر تأسیس و مدیریت گروه جغرافیا و علوم اجتماعی دانشگاه اصفهان، تصدی ریاست دانشکده اقتصاد و علوم اداری و دوره‌های شبانه را بر عهده داشته‌است و چندین دوره عضویت هیئت ممیزه دانشگاه را داشته‌است. نخستین نقشه جغرافیایی شهر اصفهان به کمک عکس هوایی توسط ایشان تهیه و ترسیم گردید. شفقی در مهرماه سال ۱۳۸۱ به افتخار بازنشستگی نائل آمد.
از فعالیت‌های علمی-خدماتی وی تأسیس کتابخانه گروه جغرافیای دانشگاه اصفهان بدون کمک‌های مالی دانشگاه، راه‌اندازی و تأسیس ایستگاه هواشناسی در دانشگاه اصفهان، نماینده گروه جغرافیای دانشگاه اصفهان در کمیته برنامه‌ریزی دروس در شورای عالی انقلاب فرهنگی، عضو شورای شهرسازی و اسم گذاری اماکن و معابر عمومی شهرداری اصفهان، عضو کمیته جغرافیایی مرکز گفتگوهای تمدنها، عضو و مؤسس انجمن جغرافیدانان ایران و دبیر بخش جغرافیای شهری و برنامه‌ریزی شهری فصلنامه تحقیقات جغرافیایی و محقق علمی مرکز دانشنامه جهان اسلام می‌باشند.
وی دبیر ششمین کنگره جغرافیدانان ایران که در دانشگاه اصفهان برگزار گردید بود. علاوه بر عضویت در انجمن جغرافیدانان ایران و آلمان، عضو انجمن جغرافیدانان جهان (I.G.U.) نیز می‌باشند.
مطالعه و تحقیق در زمینه جغرافیای اصفهان، تأثیر جغرافیایی وقف در اصفهان و مطالعات طرح تغییر محور مجتمع فولاد مبارکه مهم‌ترین زمینه‌های علمی و تحقیقاتی وی بوده‌اند. همچنین، بخشی از تلاش‌های او در این سه دهه اخیر متمرکز بر تعریفی از شهر اسلامی شد، آنچه خود پیشنهادش را برای ایجاد یک ردیف درسی دانشگاهی به شورای انقلاب داده بود. تدریس درس شهرهای اسلامی و نبود منبع فارسی مناسب، شفقی را به سمت تألیف کتابی در این موضوع سوق داد.

## نکوداشت
در ۱۷ اسفند ۱۳۹۴ آیین نکوداشتی برای وی از سوی گروه جغرافیای خانه اندیشمندان علوم انسانی برگزار شد. وی در ۲۷ تیر ۱۳۹۷ میهمان برنامه زنده‌رود سیمای اصفهان بود. دانشگاه پیام نور واحد شاهین‌شهر کتابخانه‌اش را به نام وی عنوان نهاد. مرکز اصفهان‌شناسی و خانه ملل وابسته به سازمان فرهنگی، اجتماعی و ورزشی شهرداری اصفهان، ۲۲ دیماه ۱۳۹۸ در نشستی با عنوان «اصفهان از فراز نقشه‌ها» از وی تجلیل به عمل آورد. روزنامه اصفهان زیبا در شماره ۹ تیر ۱۴۰۰ صفحاتی را به وی اختصاص داد. پس از درگذشت وی، حلقه ادبی دانشوران اصفهان جلسه هفتگی چهارشنبه ۱۸ آبان را تقدیم به وی کرد و اشعاری در رثای وی خواندند.

## تألیفات

### کتب
- جغرافیای اصفهان، به ضمیمه یکصد و پنجاه قطعه نقشه، نمودار و عکس، انتشارات دانشگاه اصفهان[۲۶][۲۷][۲۳]
- بازار بزرگ اصفهان، نشر سازمان فرهنگی تفریحی شهرداری مرکز اصفهان‌شناسی وخانه ملل[۲۳]
- درآمدی بر شناخت شهر اسلامی-ایرانی: نمونه‌هایی ازشهرهای جهان اسلام، ایران، اصفهان[۶]
- بررسی مناطق خشک و کویرهای ایران، انتشارات دانشگاه اصفهان

### مقالات خارجی[۳]
- Die Stadt Täbriz und ihr Hinterland, Dissertation Universitat zu Koln, Koln 1965.
- Nomaden in heutigen Iran, Zeitschtift fur Auslandische Lanwirtschaft. Heft 4/1974. Berlin.
- Religion der Naturvolker und Nomaden, “Religion der Kurden”, Universitat zu Koln 1965.
- Ariaschahr, Die neue Eisenhuttenstadt bei Esfahan/Iran, Wirtschafts-geographie, Heft 6/1975.
- Die Qaschgai in Sudiran, Ein Nomadenvolk in der Umstellung auf die Neuzeit, Heft/1977.
- Bildung von Stadtvirteln in Esfahan, Interdiziplinere IRAN-Forschung.wisbaden 1976
- Ali Moschee. II International Congress on the History of Turkish and Islamic Scince and Technology. 28 April-2 May Istanbul 1986.
- Hausing: The Development of old Residential Areas in Iranian Citties .The XXVIII World Congress on Hausing, April 15-19, 2000. Abu Dhabi.